# Longbenton
Longbenton est un district du North Tyneside en Angleterre.
La population urbaine est de 34 878 habitants en 2009.
Le scientifique Thomas Addison (1793-1860) est né et a grandi à Longbenton.